# Vincent Savolainen
Pour les articles homonymes, voir Savolainen.
 (octobre 2022).
Si vous disposez d'ouvrages ou d'articles de référence ou si vous connaissez des sites web de qualité traitant du thème abordé ici, merci de compléter l'article en donnant les références utiles à sa vérifiabilité et en les liant à la section « Notes et références ».
Vincent Savolainen, né le 27 septembre 1966, est un biologiste de l'évolution travaillant au Royaume-Uni.

## Biographie
Vincent Savolainen est né le 27 septembre 1966. Il est d'origine finlandaise et possède les nationalités suisse, britannique et française. Savolainen est diplômé de l'Université de Genève et a obtenu son doctorat dans la même institution, sous la supervision de Rodolphe Spichiger, trois ans avant Philippe Cuénoud. Il enseigne à l'Imperial College London.
Vincent Savolainen est élu membre et récipiendaire en 2006 de la Médaille du bicentenaire décernée par la Linnean Society. En 2009, la Royal Society of Biology lui accorde son affiliation, ainsi que, à la suite de son élection en tant que membre de l'Organisation européenne de biologie moléculaire en 2014, la société zoologique de Londres en 2015.